# Robert Guiette
Pour les articles homonymes, voir Guiette.
 (juin 2025).
Robert Guiette, né le 6 juillet 1895 à Anvers et mort le 8 novembre 1976 dans cette même ville, est un philologue romaniste, poète et écrivain belge francophone. Cet Allumeur de rêves (1927) se tient très près de l'homme
Voué à destruction
Comme tout ce qui vit...
Voue à l'éternel espoir
Comme tout ce qui songe
et de toutes les joies et tristesses de notre condition.
Sa poésie est discrète, inquiète, parcourue de rumeurs marines. Il a publié notamment : Musiques (1927), Peau neuve (1933), Malentendu (1936), L'autre voix (1948), Le ciel de la cité (1952), Seuils de la nuit (1961).

## Biographie
Robert Guiette est le fils de Jules Guiette (1852-1901), peintre, pastelliste, aquarelliste et aquafortiste luministe et le frère de René Guiette, artiste peintre, dessinateur et critique d'art.

## Œuvres

### Choix poétique
- Peau neuve, Marseille, 1933
- Signatures, Bruxelles, 1967
- Poésie 1922-1967, Paris, 1969, prix Claire-Virenque de l’Académie française
- Cailloux, Paris, 1973

### Études romanes
- (éditeur) Croniques et conquestes de Charlemaine, 3 vol., Bruxelles 1940-1943-1951
- (trad.) Lancelot de Danemark, drame du quatorzième siècle traduit du moyen-néerlandais, Bruxelles 1948
- Marionnettes de tradition populaire, Brüssel 1950
- Max Elskamp [1862-1931], Paris 1955
- (éditeur) François Villon, Œuvres, Paris 1959, 1964 (LP)
- Questions de littérature, Gent 1960
- (éditeur) Max Elskamp et Jean de Bosschère [1878-1953]. Correspondance (1910-1923), Bruxelles 1963
- (éditeur) Charles De Coster, La Légende d'Ulenspiegel, Paris 1969
- Questions de littérature. Seconde série, Gent 1972
- D’une poésie formelle en France au Moyen Age, Paris 1972 (première édition  1949)
- La vie de Max Jacob, Paris 1976
- Forme et senefiance. Etudes médiévales, Genf 1978
- Fabliaux et contes, Paris 1981

## Citation
Une femme parle XVII
Mon espoir dans ma main   petit oiseau dont le cœur bat   sous les plumes fraîches   
Je pourrais l'étrangler entre deux doigts  
Duvet délicieux  je le flatte